# Hội đồng Bộ trưởng Cuba khóa III (1986–1993)
Hội đồng Bộ trưởng Cuba khóa III được bầu tại phiên họp đầu tiên của Quốc hội Chính quyền Nhân dân diễn ra vào năm 1986.

## Thành viên
| Chức vụ                                                           | Chức vụ                                                                               | Lãnh đạo                        | Lãnh đạo  | Ghi chú                                                  |
| Tiếng Việt                                                        | Tiếng Tây Ban Nha                                                                     | Người đứng đầu                  | Nhiệm kỳ  | Ghi chú                                                  |
| ----------------------------------------------------------------- | ------------------------------------------------------------------------------------- | ------------------------------- | --------- | -------------------------------------------------------- |
| Chủ tịch Hội đồng Bộ trưởng                                       | Presidentes del Consejo de Ministros                                                  | Fidel Castro Ruz                | 1986-1993 | Kiêm nhiệm Bí thư thứ nhất Trung ương Đảng Cộng sản Cuba |
| Phó Chủ tịch thứ nhất Hội đồng Bộ trưởng                          | Primer Vicepresidente de los Consejos de Ministros                                    | Raul Castro Ruz                 | 1986-1993 |                                                          |
| Phó Chủ tịch Hội đồng Bộ trưởng                                   | Vicepresidente de los Consejos de Ministros                                           | José Ramón Fernández Álvarez    | 1986-1993 |                                                          |
| Phó Chủ tịch Hội đồng Bộ trưởng                                   | Vicepresidente de los Consejos de Ministros                                           | Antonio Rodríguez Maurell       | 1986-1993 |                                                          |
| Phó Chủ tịch Hội đồng Bộ trưởng                                   | Vicepresidente de los Consejos de Ministros                                           | José López Moreno               | 1986-1988 |                                                          |
| Phó Chủ tịch Hội đồng Bộ trưởng                                   | Vicepresidente de los Consejos de Ministros                                           | Osmany Cienfuegos Gorriarán     | 1986-1993 |                                                          |
| Phó Chủ tịch Hội đồng Bộ trưởng                                   | Vicepresidente de los Consejos de Ministros                                           | Antonio Esquivel Yedra          | 1986-1990 |                                                          |
| Phó Chủ tịch Hội đồng Bộ trưởng                                   | Vicepresidente de los Consejos de Ministros                                           | Pedro Miret Prieto              | 1986-1993 |                                                          |
| Phó Chủ tịch Hội đồng Bộ trưởng                                   | Vicepresidente de los Consejos de Ministros                                           | Adolfo Díaz Suárez              | 1988-1993 |                                                          |
| Phó Chủ tịch Hội đồng Bộ trưởng                                   | Vicepresidente de los Consejos de Ministros                                           | Lionel Soto Prieto              | 1990-1993 |                                                          |
| Phó Chủ tịch Hội đồng Bộ trưởng                                   | Vicepresidente de los Consejos de Ministros                                           | Jaime Crombet Hernández-Baquero | 1990-1993 |                                                          |
| Thư ký Hội đồng Bộ trưởng và Ủy ban Điều hành                     | Secretaría del Consejo de Ministros y de su Comité Ejecutivo                          | Osmany Cienfuegos Gorriarán     | 1986-1992 | Kiêm nhiệm Phó Chủ tịch Hội đồng Bộ trưởng               |
| Thư ký Hội đồng Bộ trưởng và Ủy ban Điều hành                     | Secretaría del Consejo de Ministros y de su Comité Ejecutivo                          | Carlos Lage Dávila              | 1992-1993 |                                                          |
| Bộ trưởng Bộ Nông nghiệp                                          | Ministros de la Agricultura                                                           | Adolfo Díaz Suárez              | 1986-1988 |                                                          |
| Bộ trưởng Bộ Nông nghiệp                                          | Ministros de la Agricultura                                                           | Carlos Pérez León               | 1988-1993 |                                                          |
| Bộ trưởng Bộ Đường                                                | Ministros del Azúcar                                                                  | Juan Herrera Machado            | 1986-1993 |                                                          |
| Bộ trưởng Bộ Thương mại                                           | Ministros de Comercio                                                                 | Ricardo Cabrisas Ruiz           | 1986-1993 |                                                          |
| Bộ trưởng Bộ Xây dựng                                             | Ministros de la Construcción                                                          | Raúl Cabrera                    | 1986-1987 |                                                          |
| Bộ trưởng Bộ Xây dựng                                             | Ministros de la Construcción                                                          | Homero Crabb Valdés             | 1987-1993 |                                                          |
| Bộ trưởng Bộ các Lực lượng Vũ trang Cách mạng                     | Ministros de las Fuerzas Armadas Revolucionarias                                      | Raúl Castro Ruz                 | 1986-1993 | Kiêm nhiệm Phó Chủ tịch thứ nhất Hội đồng Bộ trưởng      |
| Bộ trưởng Bộ Giáo dục                                             | Ministros de Educación                                                                | José Ramón Fernández Álvarez    | 1984-1990 |                                                          |
| Bộ trưởng Bộ Giáo dục                                             | Ministros de Educación                                                                | Luis Ignacio Gómez Gutiérrez    | 1990-1993 |                                                          |
| Bộ trưởng Bộ Nội vụ                                               | Ministros del Interior                                                                | José Abrantes Fernández         | 1985-1989 |                                                          |
| Bộ trưởng Bộ Nội vụ                                               | Ministros del Interior                                                                | Abelardo Colomé Ibarra          | 1989-1993 |                                                          |
| Bộ trưởng Bộ Truyền thông                                         | Ministros de Comunicaciones                                                           | Manuel Castillo Rabassa         | 1986-1993 |                                                          |
| Bộ trưởng Bộ Tư pháp                                              | Ministros de Justicia                                                                 | Juan Escalona Reguera           | 1986-1990 |                                                          |
| Bộ trưởng Bộ Tư pháp                                              | Ministros de Justicia                                                                 | Carlos Amat Fores               | 1990-1993 |                                                          |
| Bộ trưởng Bộ Ngoại giao                                           | Ministros de Relaciones Exteriores                                                    | Isidoro Malmierca Peoli         | 1986-1992 |                                                          |
| Bộ trưởng Bộ Ngoại giao                                           | Ministros de Relaciones Exteriores                                                    | Ricardo Alarcón de Quesada      | 1992-1993 |                                                          |
| Bộ trưởng Bộ Y tế công cộng                                       | Ministros de Salud Pública                                                            | Sergio del Valle Jiménez        | 1986-1993 |                                                          |
| Bộ trưởng Bộ Giao thông                                           | Ministros de Transporte                                                               | Diocles Torralbas               | 1986-1989 |                                                          |
| Bộ trưởng Bộ Giao thông                                           | Ministros de Transporte                                                               | Senen Casas Regueiro            | 1989-1993 |                                                          |
| Bộ trưởng Bộ Nội thương                                           | Ministros de Comercio Interior                                                        | Manuel Vilá Sosa                | 1986-1993 |                                                          |
| Bộ trưởng Bộ Công nghiệp Thực phẩm                                | Ministros de la Industria Alimentaria                                                 | Alejandro Roca Iglesias         | 1986-1993 |                                                          |
| Bộ trưởng Bộ Công nghiệp Nhẹ                                      | Ministros de la Industria Ligera                                                      | Roberto Ogando Zas              | 1986-1990 |                                                          |
| Bộ trưởng Bộ Công nghiệp Nhẹ                                      | Ministros de la Industria Ligera                                                      | Eddy Fernández Boada            | 1990-1993 |                                                          |
| Bộ trưởng Bộ Công nghiệp Thủy sản                                 | Ministros de la Industria Pesquera                                                    | José Fernández Cuervo-Vinent    | 1986-1993 |                                                          |
| Bộ trưởng Bộ Công nghiệp Kim loại                                 | Ministros de la Industria Sideromecánica                                              | Marcos Lage Coello              | 1986-1990 |                                                          |
| Bộ trưởng Bộ Công nghiệp Kim loại                                 | Ministros de la Industria Sideromecánica                                              | Ignacio González Planas         | 1990-1993 |                                                          |
| Bộ trưởng Bộ Công nghiệp Cơ bản                                   | Ministros de la Industria Básica                                                      | Marcos Portal León              | 1986-1993 |                                                          |
| Bộ trưởng Bộ Văn hóa                                              | Ministros de Cultura                                                                  | Armando Hart Dávalos            | 1986-1993 |                                                          |
| Bộ trưởng Bộ Giáo dục Đại học                                     | Ministros de Educación Superior                                                       | Fernándo Vecino Alegret         | 1986-1993 |                                                          |
| Bộ trưởng Bộ Công nghiệp Vật liệu Xây dựng                        | Ministros de la Industria de Materiales de Construcción                               | Levi Farah Balmaseda            | 1987-1989 |                                                          |
| Bộ trưởng Bộ Công nghiệp Vật liệu Xây dựng                        | Ministros de la Industria de Materiales de Construcción                               | José Cañete Álvarez             | 1989-1993 |                                                          |
| Bộ trưởng, Thống đốc Ngân hàng Quốc gia Cuba                      | Ministro-Presidente Banco Nacional de Cuba                                            | Hector Rodríguez Llompart       | 1986-1993 |                                                          |
| Chủ nhiệm Ủy ban Hợp tác Kinh tế Nhà nước                         | Presidente de la Comité Estatal de Colaboración Económica                             | Ernesto Meléndez Bach           | 1986-1993 |                                                          |
| Chủ nhiệm Ban Kế hoạch Trung ương                                 | Presidente de la Junta Central de Planificación                                       | José López Moreno               | 1986-1988 |                                                          |
| Chủ nhiệm Ban Kế hoạch Trung ương                                 | Presidente de la Junta Central de Planificación                                       | Antonio Rodríguez Maurell       | 1988-1993 |                                                          |
| Chủ nhiệm Ủy ban Lao động và An sinh Xã hội Nhà nước              | Presidente de la Comité Estatal de Trabajo y Seguridad Social                         | Joaquín Benavides Rodríguez     | 1986-1990 |                                                          |
| Chủ nhiệm Ủy ban Lao động và An sinh Xã hội Nhà nước              | Presidente de la Comité Estatal de Trabajo y Seguridad Social                         | Francisco Linares Calvo         | 1990-1993 |                                                          |
| Ủy ban Tài chính Nhà nước                                         | Presidente de la Comité Estatal de Finanzas                                           | Rodrigo García León             | 1986-1993 |                                                          |
| Ủy ban Vật giá Nhà nước                                           | Presidente de la Comité Estatal de Precios                                            | Arturo Guzmán Pascual           | 1986-1993 |                                                          |
| Ủy ban Cung cấp Công nghệ Vật liệu Nhà nước                       | Presidente de la Comité Estatal de Abastecimiento Técnico Material                    | Rodríguez Cardona               | 1986-1993 |                                                          |
| Ủy ban Thống kê Nhà nước                                          | Presidente de la Comité Estatal de Estadísticas                                       | Fidel Vascos González           | 1986-1993 |                                                          |
| Ủy ban Tiêu chuẩn Nhà nước                                        | Presidente de la Comité Estatal de Normalización                                      | Ramón Darias Rodes              | 1986-1993 |                                                          |
| Viện trưởng Viện Hàn Lâm Khoa học Cuba                            | Presidente de Academia de Ciencias de Cuba                                            | Rosa Elena Simeón Negrín        | 1986-1993 |                                                          |
| Chủ tịch Viện Du lịch Quốc gia                                    | Presidente de Instituto Nacional de Turismo                                           | Rafael Sed Pérez                | 1986-1994 |                                                          |
| Chủ tịch Viện Thể thao, Thể dục và Giải trí Quốc gia              | Presidente de Instituto Nacional de Deportes, Educación Física y Recreación           | Conrado Martínez Corona         | 1986-1993 |                                                          |
| Chủ tịch Viện Radio và Truyền hình Cuba                           | Presidente de Instituto Cubano de Radio y Televisión                                  | Ismael González                 | 1986-1990 |                                                          |
| Chủ tịch Viện Radio và Truyền hình Cuba                           | Presidente de Instituto Cubano de Radio y Televisión                                  | Enrique Román                   | 1990-1993 |                                                          |
| Chủ tịch Viện các hệ thống tự động và kỹ thuật tính toán quốc gia | Presidente de Instituto Nacional de Sistemas Automatizados y Técnicas de Computación  | Samuel Savariego Capuano        | 1986-1993 |                                                          |
| Chủ tịch Viện Điều tra và Định hướng nhu cầu nội bộ Cuba          | Presidente de Instituto Cubano de Investigaciones y Orientación de la Demanda Interna | Eugenio Rodríguez Balaris       | 1986-1992 | Sáp nhập vào Bộ Tài chính                                |
| Chủ tịch Viện Nhà ở Quốc gia                                      | Presidente de Instituto Nacional de la Vivienda                                       | Enrique Anavitarte Losada       | 1986-1993 |                                                          |
| Chủ tịch Viện Kho dự trữ Quốc gia                                 | Presidente de Instituto Nacional de Reservas Estatales                                | Moisés Sio Wong                 | 1986-1993 |                                                          |
| Chủ tịch Viện Hàng không Dân dụng Quốc gia                        | Presidente de Instituto de Aeronáutica Civil de Cuba                                  | Luis Orlando Domínguez Muñiz    | 1986-1987 |                                                          |
| Chủ tịch Viện Hàng không Dân dụng Quốc gia                        | Presidente de Instituto de Aeronáutica Civil de Cuba                                  | Vicente Gómez López             | 1987-1989 |                                                          |
| Chủ tịch Viện Hàng không Dân dụng Quốc gia                        | Presidente de Instituto de Aeronáutica Civil de Cuba                                  | Rogelio Acevedo González        | 1989-1993 |                                                          |
| Chủ tịch Viện Thủy lợi Quốc gia                                   | Presidente de Instituto Nacional de Recursos Hidráulicos                              | Jorge Luis Aspiolea Roig        | 1989-1993 | Viện thành lập mới                                       |
| Bộ trưởng Bộ không Bộ                                             | Ministros de gobierno                                                                 | Joaquín Benavides Rodríguez     | 1986-1991 |                                                          |
| Bộ trưởng Bộ không Bộ                                             | Ministros de gobierno                                                                 | José A. Naranjo Morales         | 1986-1993 |                                                          |
| Bộ trưởng Bộ không Bộ                                             | Ministros de gobierno                                                                 | Levi Farah Balmaseda            | 1986-1987 |                                                          |